# 1958 au Maroc
Chronologie du Maroc
- 1954
- 1955
- 1956
- 1957
- 1958
- 1959
- 1960
- 1961
- 1962

Cet article présente les faits marquants de l'année 1958 au Maroc ou relatifs au Maroc.

## Événements
- 13 janvier : une compagnie de la Légion espagnole tombe dans une embuscade à Edchera, lors de la guerre d’Ifni, au Maroc. 37 espagnols sont tués, 49 sont blessés. La guérilla marocaine laisse 50 morts sur le champ de bataille[1].
- 1er avril : à la suite de l’accord de Cintra, l'Espagne cède au Maroc la région de Tarfaya, une partie du Sahara espagnol[2].
- 27-30 avril : conférence de Tanger pour l’unification du Maghreb. L’Istiqlal marocain et le Néo-Destour tunisien s’engagent à renforcer leur soutien au FLN[3].
- 18 mai : Le crash du vol Bruxelles-Léopoldville. Cet accident aérien est survenu le 18 mai 1958 près de l'aéroport de Casablanca-Anfa, au Maroc lorsqu'un Douglas DC-7 de la compagnie aérienne belge Sabena immatriculé OO-SFA, s'écrasa à l'atterrissage à la suite d'un défaut moteur.
- 19 septembre : proclamation au Caire du Gouvernement provisoire de la République algérienne (GPRA) sous la présidence de Ferhat Abbas[4]. La RAU, l’Irak, la Libye, le Yémen, la Tunisie et le Maroc la reconnaissent immédiatement.

## Sports
- La Coupe du Maroc de football 1957-1958, également nommée Coupe du Trône est la seconde édition de la compétition.
- La Coupe du Maroc de football 1958-1959, également nommée Coupe du Trône est la troisième édition de la compétition.
- Le Grand Prix automobile du Maroc 1958 (VII Grand Prix du Maroc), disputé sur le circuit urbain Ain-Diab à Casablanca le 19 octobre 1958, est la soixante-quinzième épreuve du championnat du monde de Formule 1 courue depuis 1950 et la onzième et dernière manche du championnat 1958. La course est également ouverte aux monoplaces de Formule 2, qui bénéficient d'un classement séparé.
- La saison 1958-1959 des FAR de Rabat est la toute première saison de l'histoire du club. Le club participe à la seconde division et est par ailleurs engagé en coupe du Trône. Mohamed Chtouki commence sa première saison en tant qu'entraîneur et devient donc le premier entraîneur du club militaire.